# Albanië op het Eurovisiesongfestival 2007
Albanië deed mee aan het  Eurovisiesongfestival 2007 in Helsinki, Finland. Het was de 4de deelname van het land op het Eurovisiesongfestival. De artiest werd gezocht via het jaarlijkse Festivali i Këngës. RTSH is verantwoordelijk voor de Albanese bijdrage voor de editie van 2007.

## Selectieprocedure
Aan het 44e Festivali i Këngës namen 31 kandidaten deel. Na de twee halve finales op donderdag en vrijdag bleven nog 16 finalisten over.
De winnaar werd gekozen door 7 jury's die aan 10 liedjes punten konden geven van 1 tot 12 punten.

## Festivali i Këngës 2006

### Halve finale 1
| Volgorde | Artiest                     | Lied                    | Finalist |
| -------- | --------------------------- | ----------------------- | -------- |
| 1        | Kujtim Prodani              | Kjo Është Jeta          | JA       |
| 2        | Ervin Bushati               | Hajde                   | NEE      |
| 3        | Sonila Mara                 | Do Të Shkruaj Një Letër | NEE      |
| 4        | Arbër Arapi                 | Në Fund Të Botës        | JA       |
| 5        | Herciana Matmuja            | Ah Jetë, Oh Jetë        | JA       |
| 6        | Saimir Çili                 | Të Jetosh               | NEE      |
| 7        | Saimir Braho                | Mik I Dhimbjes          | JA       |
| 8        | Amarda Arkaxhiu             | Por Ti Mos Trego        | JA       |
| 9        | Joe Artid Fejzo             | Vallë Përse             | NEE      |
| 10       | Rovena Stefa                | Ti Më Do                | NEE      |
| 11       | Erion Korini                | Falja Do Shpirt         | NEE      |
| 12       | Andi Kongo                  | Siluetë                 | NEE      |
| 13       | Frederik Ndoci & Aida Ndoci | Balada E Gurit          | JA       |
| 14       | Sfinks                      | Mos Perëndo             | NEE      |
| 15       | Mariza Ikonomi              | Ku Është Dashuria       | JA       |

### Halve finale 2
| Volgorde | Artiest                         | Lied                    | Finalist |
| -------- | ------------------------------- | ----------------------- | -------- |
| 1        | Edmond Mancaku                  | Ne Apo Kjo Kohë         | NEE      |
| 2        | Silva Gunbardhi                 | Dua Të Jem              | NEE      |
| 3        | Besiana Mehmeti & Mustafa Ymeri | Kepi I Shpresës Së Mirë | JA       |
| 4        | Gerta Tafa                      | Blozë E Bardhë          | NEE      |
| 5        | Samanta Karavello               | Ylli Im Polar           | NEE      |
| 6        | Evans Rama                      | Nata E Fundit           | NEE      |
| 7        | Alban Skënderaj                 | Eklips                  | JA       |
| 8        | Eliza Hoxha                     | Hajde Sonte             | JA       |
| 9        | Greta Koçi                      | Eja Zemër               | JA       |
| 10       | Tonin Marku                     | Ëndrra Ime              | JA       |
| 11       | Rosela Gjylbegu                 | Pa Ty, Pa Mua           | JA       |
| 12       | Mateus Frroku                   | Trill I Një Nate        | NEE      |
| 13       | Evis Mula                       | Rrëfim Në Mesnatë       | JA       |
| 14       | Jonida Maliqi                   | Pa Identitet            | JA       |
| 15       | Voltan Prodani & Alfred Habibi  | Jemi Kaq Të Largët      | NEE      |
| 16       | Albërie Hadërgjonaj             | Të Dua Zemër Ty Të Dua  | JA       |

### Finale
| Volgorde | Artiest                         | Lied                      | Punten | Plaats |
| -------- | ------------------------------- | ------------------------- | ------ | ------ |
| 1        | Alberie Hadergjonaj             | "Të Dua Zemër Ty Të Dua"  | 10     | 11     |
| 2        | Herciana Matmuja                | "Ah Jetë, Oh Jetë"        | 11     | 10     |
| 3        | Mariza Ikonomi                  | "Ku Është Dashuria"       | 49     | 3      |
| 4        | Arber Arapi                     | "Në Fund Të Botës"        | 14     | 9      |
| 5        | Alban Skenderaj                 | "Eklips"                  | 37     | 7      |
| 6        | Eliza Hoxha                     | "Hajde Sonte"             | 10     | 12     |
| 7        | Amarda Arkaxhi                  | "Por Ti Mos Trego"        | 49     | 4      |
| 8        | Evis Mula                       | "Rrëfim Në Mesnatë"       | 39     | 6      |
| 9        | Gerta Koci                      | "Eja Zemër"               | 40     | 5      |
| 10       | Kujtim Prodani                  | "Kjo Është Jeta"          | 4      | 14     |
| 11       | Jonida Maliqi                   | "Pa Identitet"            | 21     | 8      |
| 12       | Rosela Gjylbegu                 | "Pa ty, pa mua"           | 52     | 2      |
| 13       | Saimir Braho                    | "Mik I Dhimbjes"          | 6      | 13     |
| 14       | Besiana Mehmeti & Mustafa Ymeri | "Kepi I Shpresës Së Mirë" | 3      | 15     |
| 15       | Frederik Ndoci & Aida Ndoci     | "Balada E Gurit"          | 55     | 1      |
| 16       | Tonin Marku                     | "Ëndrra Ime"              | 0      | 16     |

## In Helsinki
In de halve finale moest men aantreden als 11de net na Nederland en voor Denemarken. Op het einde van de avond bleek dat men voor de tweede keer niet de finale zou bereiken. Men behaalde een 17de plaats met 49 punten.
Men ontving 1 keer het maximum van de punten.
België en Nederland hadden geen punten over voor deze inzending.

### Gekregen punten

#### Halve Finale
| 12 punten | 10 punten                         | 8 punten               | 7 punten      | 6 punten                          |
| --------- | --------------------------------- | ---------------------- | ------------- | --------------------------------- |
|           | - Noord-Macedonië                 | - Griekenland          | - Zwitserland | - Montenegro                      |
| 5 punten  | 4 punten                          | 3 punten               | 2 punten      | 1 punt                            |
|           | - Bosnië en Herzegovina - Turkije | - Kroatië - Oostenrijk | - Bulgarije   | - Duitsland - Verenigd Koninkrijk |

### Punten gegeven door Albanië

#### Halve finale
Punten gegeven in de halve finale:
| 12 punten | Turkije         |
| 10 punten | Noord-Macedonië |
| 8 punten  | Cyprus          |
| 7 punten  | Montenegro      |
| 6 punten  | Malta           |
| 5 punten  | Hongarije       |
| 4 punten  | Wit-Rusland     |
| 3 punten  | Kroatië         |
| 2 punten  | Servië          |
| 1 punt    | Bulgarije       |

#### Finale
Punten gegeven in de finale:
| 12 punten | Spanje                |
| 10 punten | Turkije               |
| 8 punten  | Bosnië en Herzegovina |
| 7 punten  | Griekenland           |
| 6 punten  | Duitsland             |
| 5 punten  | Ierland               |
| 4 punten  | Frankrijk             |
| 3 punten  | Noord-Macedonië       |
| 2 punten  | Wit-Rusland           |
| 1 punt    | Servië                |